# Кендейс Паркер
Кендейс Паркер  (англ. Candace Parker; нар. 19 квітня 1986) — американська баскетболістка, олімпійська чемпіонка.

## Виступи на Олімпіадах
| Олімпіада   | Дисципліна | Місце |
| ----------- | ---------- | ----- |
| Пекін 2008  | баскетбол  | 1     |
| Лондон 2012 | баскетбол  | 1     |